# Geneviève Thiroux d'Arconville
Marie-Geneviève-Charlotte Thiroux d’Arconville (París, 17 de octubre de 1720-Ibidem, 23 de diciembre de 1805), más conocida como Geneviève Thiroux d’Arconville, fue una escritora, traductora y anatomista francesa. Estudió la putrefacción y la conservación de alimentos.

## Trayectoria
Hija de André-Guillaume Darlus, un rico fermier général y de Françoise Geneviève Gaudicher, que falleció cuando Geneviève Thiroux d’Arconville solo tenía cuatro años.
Creció junto a su hermana menor y ambas fueron educadas, como obligaban las normas de la época para niñas acomodadas, insistiendo en su formación artística. En este contexto, Geneviève no aprendió a escribir hasta los ocho años y a los catorce fue desposada en un matrimonio acordado con Louis-Lazare Thiroux d’Arconville (1712-1789), asesor del Parlamento de París y más tarde presidente de una de las cámaras. El matrimonio tuvo tres hijos: Louis Thiroux de Crosne (1736-1794), André-Claude Thiroux de Gervilliers (1737-1810) y Alexandre-Louis Thiroux de Montdésir (1739-1822).
Estos antecedentes -hija de la nobleza financiera y parlamentaria y casada tan joven- no impidieron que desarrollara una pasión por la física, la química, la medicina, la botánica, la literatura, la moral, las lenguas y la historia. Hasta tal punto que, a pesar de su interés también apasionado por el arte, el teatro y la ópera, llegase a renunciar a la vida en sociedad para dedicarse al estudio de estas materias.
Es probable que en esta decisión tuviera que ver las secuelas físicas consecuencia de la viruela que contrajo con veintitrés años, empujándola a retirarse de la vida mundana.
Geneviève Thiroux d’Arconville publicó guardando su anonimato sin que se conozcan las razones precisas de tal decisión. La información existente hace pensar que su condición de esposa de un personaje público posiblemente la llevó a esconder su identidad, así como el temor a sufrir las críticas a las que las mujeres científicas eran sometidas en un campo que se consideraba impropio del género femenino. Así pues, si bien sus escritos no iban dirigidos a otras mujeres, sus textos estaban llenos de referencias que permitían llegar a reconocerla.
Falleció el 23 de diciembre de 1805. Su sobrino, el médico y botánico Pierre Bodard de la Jacopière (1758-1826), la recordaba en aquel entonces con estas palabras: «Con 85 años, su espíritu había conservado toda su amabilidad, todo su fuego, y su imaginación no había perdido nada de la frescura y los encantos de la juventud. Casi al final de sus días, todavía escribió sus Souvenirs, de los cuales existe una antología de trece volúmenes manuscrito.»

## Trabajo científico
Su primera obra científica publicada fue la traducción de un tratado de osteología del médico británico Alexander Monro (1697-1767) titulado Osteology, A treatise on the anatomy of the human bones with An account of the reciprocal motions of the heart and A description of the human lacteal sac and duct. En su versión, y en contra de la opinión de Monro, que sostenía que la única manera de aprender era trabajar directamente con cadáveres, Thiroux d’Arconville añadió una treintena de tablas de esqueletos, entre ellas una de las primeras representaciones de un esqueleto femenino.
También añadió una tabla de materias para visualizar el orden de la obra, modificado por ella, una dedicatoria a Alexander Monro, un largo prefacio, notas explicativas, así como comentarios. Mientras que la versión original es un tratado de talla modesta y sin ilustraciones, la versión francesa se presenta en forma de dos volúmenes y con ilustraciones. Sin embargo, a pesar de estos aportes, el libro no se publicó reconociendo la autora de los mismos, cabe pensar que para preservarse de las críticas que recibían las mujeres científicas de la época. Finalizada en 1759, tras un largo proceso, la traducción se publicó bajo el nombre de Jean-Joseph Sue (1710-1792), el anatomista que realizó los treinta y un dibujos de la obra.
Entre 1755 y 1763, Geneviève Thiroux d’Arconville se dedicó al estudio de la putrefacción, que consideraba como la llave de todas las ciencias físicas y la base de la historia natural. Estudió la conservación de los alimentos y, además, inició un estudio sobre la transformación de la materia. Realizó varios centenares de experimentos sobre la conservación de sustancias putrescibles (carnes, pescados, huevos, leche, etc.) siguiendo un riguroso protocolo: anotaba cada día el estado de degradación de sus muestras junto a las condiciones exteriores (humedad, calor, etc.).
También introdujo el cloruro de mercurio como agente susceptible de luchar contra la putrefacción. Recopilando los resultados de sus experimentos, publicó en 1766 su Essai pour servir à l’histoire de la putréfaction.

## Publicaciones
Entre sus publicaciones destacan:

### Traducciones
- Avis d’un Père à sa Fille, 1756, traducido del inglés de Lord Halifax.[5][6]
- Leçons de chimie, 1759, traducido del inglés de Shaw. Thiroux D’Arconville corrigió errores del original, añadió experimentos del médico inglés, los descubrimientos que se hicieron desde el momento en que estas lecciones se publicaron en Inglaterra hasta que se publicó la traducción que hizo en francés. Encabezando este tratado, escribió un discurso preliminar donde describe el nacimiento y el progreso de la química.[6]
- Romans, 1761, traducido del inglés de Littleton y de Aphra Behn.[6]

### Ensayos
- De l’Amitié, 1761, en el que habla de las diferentes clases de amistad.[6]
- Traité des passions, 1764.[6]
- Méditations sur les tombeaux.[6]
- Mélanges de littérature, de morale et de physique, 1775.[6]
- Pensées et réflexions morales sur divers sujets, 1760, reeditado en 1766.[6]

### Novelas
- Dona Gratia d’Ataïde, comtesse de Ménessés, histoire portugaise, 1770.[6]
- Estentor et Thérisse.[6]
- L'Amour éprouvé par la mort, 1763.[6]
- Les Malheurs de la jeune Émilie.[6]
- Les Samiens, conte.[6]
- L’amour éprouvé par la mort, ou Lettres modernes de deux amans de Vieille-Roche, 1763.[6]
- Mémoires de Mlle de Valcourt, 1767.[6]

### Historia
- Histoire de François II, roi de France et d’Écosse, 1783.[6]
- Histoire de Saint-Kilda.[6]
- Vie de Marie de Médicis, princesse de Toscane, reine de France et de Navarre, 1774.[6]
- Vie du cardinal d’Ossat, avec son Discours sur la Ligue, 1771.[6]

### Ciencia
- Traité d’ostéologie.[6]
- Essai pour servir à l'histoire de la putréfaction, 1766. Tratado fruto de sus experiencias y reflexiones.[6]